# Cophyla grandis
Cophyla grandis is een kikker uit de familie smalbekkikkers (Microhylidae). De soort werd lange tijd tot het niet meer erkende geslacht Platypelis gerekend.

## Uiterlijke kenmerken
| |  |  |
| C. grandis leeft voornamelijk in bomen en legt zijn eieren in met water gevulde boomholten (zie de afbeelding rechts). |  |  |

Het is een relatief grote vertegenwoordiger van de familie, de soortaanduiding grandis betekent 'groot'. Het mannetje bereikt een lichaamslengte tussen de 45 en 88 millimeter en is over het algemeen groter dan het vrouwtje, dat 43 tot 61 millimeter meet. De onregelmatige huid op de bovenzijde is donkerbruin en heeft bij sommige exemplaren een lichte, X-vormige tekening. De onderzijde is lichtgekleurd en is soms bedekt met donkere vlekjes. Sommige exemplaren hebben een zwarte streep tussen de ogen. De vinger- en teentoppen zijn groot en driehoekig, waardoor de kikker een goede grip in de bomen heeft. Tussen de tenen zitten kleine zwemvliezen, tussen de vingers ontbreken ze.
De roep van het mannetje bestaat uit een resonerende klank die klinkt als het kappen van hout. Deze wordt telkens herhaald na onregelmatige tussenpozen. Na de paring legt het vrouwtje 90 tot 100 eieren van 4 millimeter doorsnede in met water gevulde boomholtes (phytotelmata), die vervolgens door het mannetje wordt bewaakt. De groene kikkervissen ontwikkelen zich in het water zonder zich te voeden en hebben na vijf weken een lengte bereikt van 7 tot 8 millimeter. Bij deze lichaamslengte ondergaan ze de metamorfose naar het volwassen stadium.

## Verspreiding en habitat

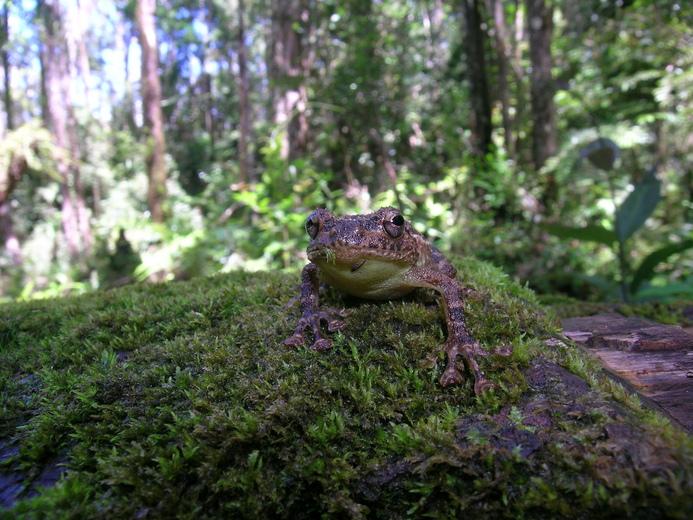
P. grandis in zijn natuurlijke habitat

Cophyla grandis is endemisch in Madagaskar. Het verspreidingsgebied beslaat de gehele lengte van de oostelijke laaglandbossen van het eiland, inclusief het eiland Nosy Mangabe. Er bestaan nog twee geïsoleerde populaties, een in Ambohijanahary, in het middenwesten van het eiland en een in het Nationaal park Montagne d'Ambre in het uiterste noorden.
De soort heeft een voorkeur voor oude regenwouden en is aangetroffen tot een hoogte van 1.400 meter boven de zeespiegel. Meestal bevindt hij zich in bomen en boomholtes, maar komt ook voor in de strooisellaag.

### Status
De soort heeft een hoog aanpassingsvermogen en komt waarschijnlijk in grote aantallen voor in zijn habitat, inclusief in beschermde reservaten als de nationale parken Montagne d'Ambre en Ranomafana. Hij is derhalve als 'niet bedreigd' (Least Concern) opgenomen op de Rode Lijst van de IUCN. Vermindering van leefgebied is mogelijk een bedreiging in de toekomst.

## Taxonomie
De soort is in 1889 voor het eerst geldig gepubliceerd door de zoöloog George Albert Boulenger als Platyhyla grandis.
Synoniemen
- Cophyla tuberculata, Ahl, 1929
- Platyhyla grandis, Boulenger, 1889
- Platyhyla verrucosa, Mocquard, 1901
- Platyhyla voeltzkowi, Boettger, 1913
- Platypelis tuberculata, (Ahl, 1929)